# سكودا فابيا
سكودا فابيا هي سيارة سوبيرميني انتجتها الشركة المصنعة التشيكية سكودا أوتو عام 1999. وتعتبر سكودا فابيا الجيل اللاحق للسيارة سكودا فليشيا التي توقف إنتاجها عام 2001. فابيا سيارة هاتشباك متاحة في هيئة الأساليب العقارية (فابيا كومبي) والصالون اسمه (فابيا سيدان) ومنذ عام 2007، وتقدم الجيل الثاني في هاتشباك في الإصدارات. لأنه يقوم على منصة للبولو MK4 فولكس فاجن.